# 스포츠에서의 성별 확인
스포츠에서의 성별 확인은 일반적으로 스포츠 경기가 단일 성별로 경기가 치뤄지거나, 정해진 구성의 혼성 팀으로 제한되는 경우(대부분 페어 종목), 선수의 출전 자격이 제한되기 때문에 발생한다. 검사 관행은 시간이 지남에 따라 경계를 넘어 엄청나게 다양해졌다. 올림픽과 기타 유명 스포츠 대회에서 특정 남성 선수가 여성으로 위장해 출전하려 했다거나 특정 여성 선수가 불공정한 이점을 주는 것으로 인식되는 간성 상태를 가지고 있다는 주장과 같은 문제가 여러 차례 제기된 바 있다. 성별 확인은 스포츠계에서 트랜스젠더를 어떻게 대우해야 하는지에 대한 최근의 질문과도 관련이 있다. 성별 확인은 일반적으로 남성 부문에서 경쟁하는 선수에 대해서는 실시하지 않는데, 이는 일반적으로 여성 또는 간성 선수가 남성 부문에서 경쟁할 때 경쟁 우위가 없다고 인식되기 때문이다.
스포츠에서의 성별 확인은 1940년대에 의사가 발급하는 "여성성 증명서"로 시작되었다. 이후 육안 검사, 신체 검사, 염색체 검사, 이후 테스토스테론 수치 검사로 발전했다. 이러한 검사는 모두 선수가 자신의 성별대로 경쟁할 수 있도록 하기 위해 고안되었지만, 대부분 여성 스포츠에서 간성 선수를 배제하는 결과를 낳았다. 의무적인 성별 확인 검사는 일부 여성 운동 선수들의 "비여성성"을 둘러싼 불안감에 의해 촉발되었다.

"가상의 운동선수와 비교한 여성과 남성의 허용 가능한 테스토스테론 수치". 그래프는 위의 가상의 운동선수가 테스토스테론 수치가 정상보다 높은 고안드로겐증에 걸린 여성일 수 있으며, 성 확인 검사를 받고 공격적인 의료 프로토콜을 받아야 하는 상황을 보여준다.

성별 확인은 선수의 성염색체 쌍이 XX인지 XY인지 확인하거나, 주요 성호르몬 수치를 특정 기준 범위와 비교하여 선수의 성별을 결정하는 것보다 훨씬 더 복잡할 수 있다. 이는 인간생물학의 다양성으로 인해 일부 사람들은 여성 또는 남성으로 명확하게 구분되지 않으며, 신체의 모든 세포가 동일한 유전자형을 가지고 있지 않거나, 다른 유전적 이상이 존재하기 때문이다. 이러한 이유로 인해 스포츠 단체는 20세기 말에 염색체 검사를 포기하고 대신 호르몬 검사를 사용하게 되었다. 그러나 호르몬 검사의 문제점으로 고안드로겐증(선천적으로 테스토스테론이 높은 여성)에 대한 정책이 필요했고, 이로 인해 대중의 논쟁과 법적 분쟁이 촉발되었다.

## 역사
1946년부터 1966년까지 각국 스포츠 협회는 성별 확인 검사를 실시했다. 세계 육상 경기 관리 기구인 국제 육상 경기 연맹(IAAF)이 여자 선수들을 대상으로 처음으로 의무적인 성별 검사를 실시한 것은 1950년 7월 벨기에에서 열린 유럽 선수권 대회 한 달 전이었다. 모든 선수는 자국에서 검사를 받았다. 소련과 동유럽의 최고 여자 선수 중 일부가 실제로는 남성이라는 의혹에 따라 IAAF는 1966년 유럽 육상 선수권 대회부터 실제 대회에서 성별 검사를 실시했다. 올림픽에서는 1968년에 검사가 도입되었다. 이러한 정책으로 인해 일부 선수들은 여성 생식기 절단 및 불임 수술과 같은 불필요한 수술을 받기도 했다. 후속 보고서에 따르면 이 테스트는 심리적 피해를 유발할 수 있다는 사실이 밝혀졌다. 호르몬 수치가 다른 선수에 비해 비정상적인 운동 선수를 식별하는 성별 확인은 성 정체성 위기를 야기하고, (공개적으로나 사적으로) 비하적 반응을 이끌어내며, 운동 선수를 사회적으로 고립시키고, 우울증과 때로는 자살로 이어질 수 있다.

### 신체 검사
미국 올림픽 위원회 위원장 에이버리 브런디지는 1936년 베를린 하계 올림픽 기간 중 또는 직후에 여성 선수를 검사하는 시스템을 구축할 것을 요청했다. 간성에 관한 타임지 기사에 따르면, 브런디지는 체코슬로바키아의 달리기 선수이자 높이뛰기 선수인 즈덴카 코웁코바와 영국의 포환던지기 선수이자 창던지기 선수인 메리 이디트 루이스 웨스턴의 경기력을 지켜본 후 "성별의 모호성"을 명확히 할 필요성을 느꼈다. 두 사람은 나중에 성전환 수술을 받고 각각 법적으로 즈데네크 코우베크과 마크 웨스턴으로 이름을 변경했다.

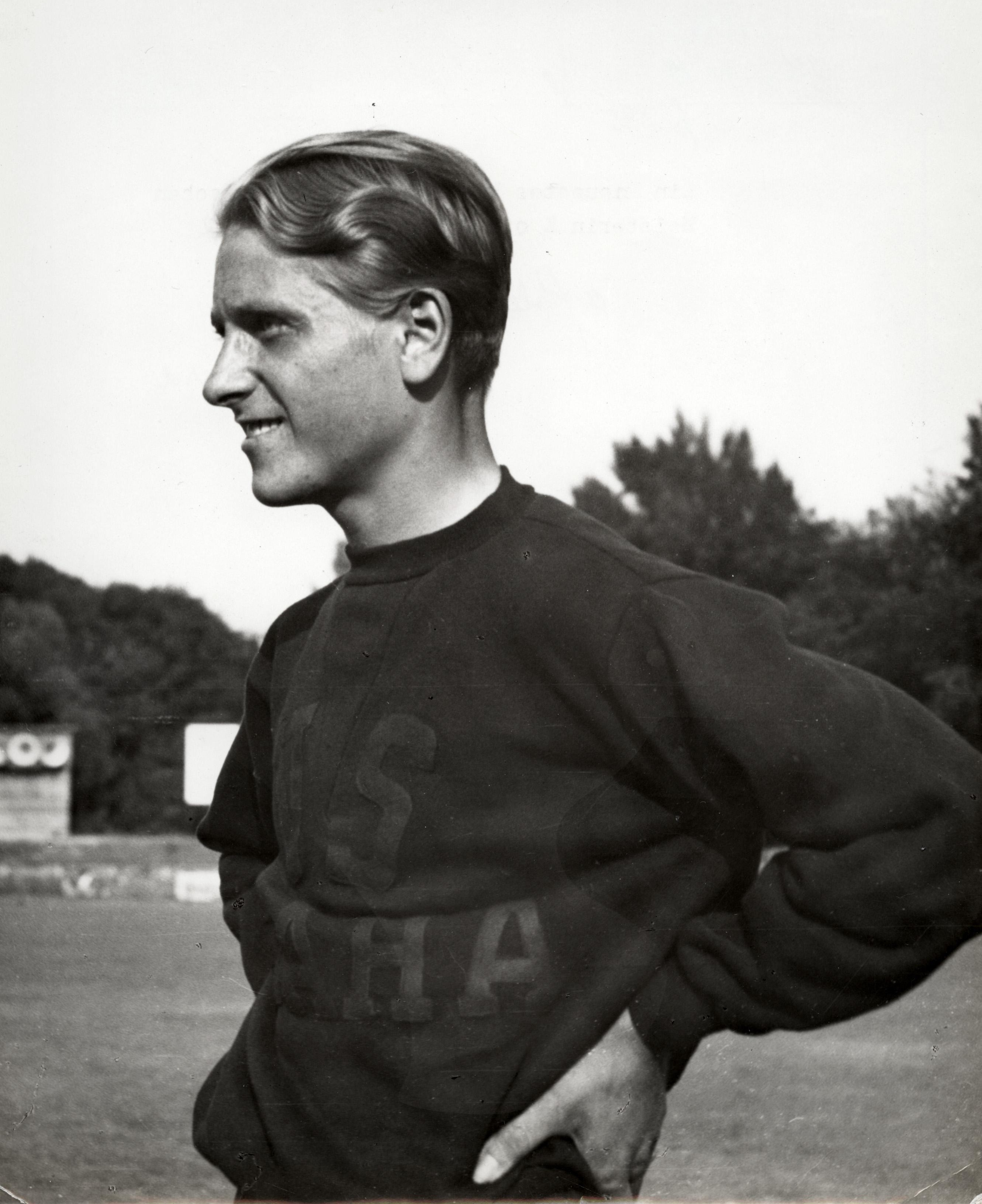
즈데네크 코우베크
마크 웨스턴

성별 확인 검사는 1950년 IAAF에서 신체검사를 통해 시작되었다. "성별 분리와 검증은 상호 의존적인데, 남녀 스포츠 종목을 분리해야 한다는 주장이나 근거가 없다면 성별 확인 시험도 필요하지 않을 것입니다." 처음에 여성 선수들은 "의사 패널 앞에서 나체로 행진하도록" 요청받았다. 남성 선수들이 여성 선수로 위장하여 경쟁자보다 불공정한 이점을 가질 수 있다는 우려 때문에 한동안 이러한 검사는 여성 선수들에게 의무적으로 시행되었다. 또한 20세기 중반에는 여성의 스포츠 대회 출전이 허용되면서 여성 운동 선수들이 "진정한" 여성이 아니라는 우려가 증가했다.
1966년 브리티시 엠파이어 코먼웰스 게임에서 IAAF은 모든 여자 선수에게 산부인과 검사를 통해 여성 생식기를 가지고 있는지 확인하도록 요구했다. 2주 후, 1966년 유럽 육상 선수권 대회에서는 육안 검사를 실시했다. 이 과정은 "누드 퍼레이드"로 간주되었고, 많은 선수들이 이러한 절차에 굴욕감을 느꼈다고 보고했다. 국제 올림픽 위원회(IOC)는 이러한 방식을 채택한 적이 없다.

### 염색체 검사

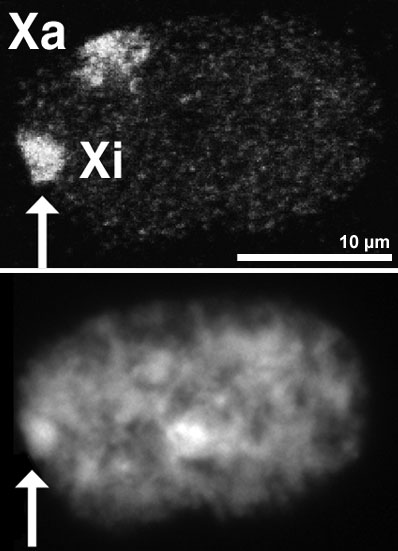
바소체가 화살표로 표시되어 있다. 바소체는 XX 염색체를 가진 세포에만 존재한다. 이는 여성 선수의 안쪽 뺨에서 채취한 샘플을 이용한 증거이다.

1958년부터 1992년까지 모든 여자 선수는 IAAF 또는 IOC 대회에 참가하기 전에 의무적으로 성별 확인 검사를 받았다. 바소체 검사는 뺨 안쪽에서 샘플을 채취하여 여성임을 나타내는 XX 염색체의 증거를 찾는 방식으로 진행되었다. 이 시험은 1967년 소련 키이우에서 열린 유러피언컵 육상 경기에서 IAAF가 처음 실시했다. 시험을 통과하고 여성으로 확인된 사람은 향후 모든 국제 대회에서 사용할 수 있는 "여성성 증명서"를 제공받았다. 강제적인 성별 확인 검사는 흔한 일이었고 1980년대 후반까지 이 관행에 의문을 제기하는 여성 선수는 많지 않았다.
드 라 샤펠, 퍼거슨-스미스, 페리스, 융크비스트, 심슨과 같은 과학자들은 염색체 검사를 비판했다. 이들은 특히 바소체 검사가 생식샘, 형태학적, 심리적 성별 속성을 고려하지 않았다고 주장했다. 궁극적으로 핵심 논쟁은 Y 염색체가 항상 더 큰 힘 또는 유연성을 제공하는 "남성적인" 특성을 항상 동반하지 않기 때문에 경쟁 우위를 제공하는지 여부였다.
1985년 육상 선수 마리아 호세 마르티네스-파티뇨는 1983년 세계 육상 선수권 대회에서 검사를 통과한 후, 일본 고베에서 열린 1985년 하계 유니버시아드에서 성별 확인에 실패했다. 마르티네스-파티뇨는 성별 확인 시험에 실패한 선수들에게 흔히 있는 일처럼 조용히 은퇴하라는 지시를 받았다. 그러나 그녀는 은퇴를 거부했고, 이로 인해 엄청난 대중의 조사가 이어졌다.
핀란드의 유전학자 알베르트 드 라 샤펠은 마르티네스-파티뇨와 함께 IAAF의 결정에 이 항소했다. 드 라 샤펠은 수년간 스포츠계의 성별 검사에 항의하며, 바소체 검사가 간성 여성을 잘못 식별한다고 주장했다. 또한 성염색질 이상을 찾아내고, 이들 선수들을 여자 스포츠 경기에서 배제하는 것은 그들의 권리를 침해하고 정신적 피해를 입힌다고 지적했다. 드 라 샤펠의 지원으로 IAAF는 1988년 마르티네스-파티뇨를 복권시켰다. 마르티네스-파티뇨의 사례와 이후 옹호 활동으로 염색체 성별 확인 검사 폐지를 이끌어냈다.
이 검사 방법은 나중에 남성성을 식별하는 데 결정적이지 않은 것으로 밝혀져 폐지되었다. IAAF는 1992년에 모든 선수에 대한 성별 검사를 중단했지만, 의혹이 제기 될 경우 참가자의 성별을 평가할 수 있는 선택권은 유지했다. 또한 1992년 IOC는 의무적인 성별 확인을 계속했지만, 협측 면봉에서 채취한 DNA 샘플을 통해 "남성 관련 유전 물질"을 찾기 위해 바소체 검새에서 중합효소 연쇄 반응(PCR) 검사로 전환했다. 이 검사는 여전히 비판의 대상이 되었고, 1990년대 후반까지 여러 의학 협회에서 성별 확인에 반대했다. 1996년 국제 올림픽 위원회(IOC) 여성과 건강에 관한 세계 회의에서 "올림픽 기간 동안 현재의 성별 확인 절차를 중단한다"는 결의안이 통과되었다. 국제 올림픽 위원회 이사회는 1999년 6월에 이 관행을 중단하기로 결정했다. 염색체 검사는 1996년 애틀랜타 올림픽에서 마지막으로 수행되었다.

### 호르몬 검사

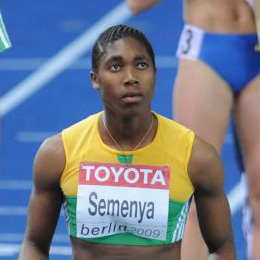
남아프리카공화국 여자 육상 선수 캐스터 세메냐는 처음에 IAAF의 성별 검사 후 출전 허가를 받았지만, 2018년 IAAF는 다시 새로운 출전 금지 규정을 도입했다.

2006년, IAAF는 성별 확인에 관한 새로운 정책을 발표했다. 이를 통해 선수의 성별이 의심되는 경우 산부인과 전문의, 내분비 전문의, 심리학자, 내과 전문의, 성별/트랜스젠더 문제 전문가에게 선수의 건강 검진을 받을 수 있도록 했다. IAAF는 실험실 결과만을 근거로 성별을 결정하지 않을 것임을 분명히 했다. 선수들은 성별 확인 검사를 통과하지 못할 경우, 의료 및 수술 절차를 거쳐 경기에 출전할 수 있는 선택권을 부여받았다. 또한 2006년 정책에는 다른 여성에 비해 이점을 제공하지 않는 조건을 나열하여 선수가 경쟁할 수 있도록 했다. 여기에는 안드로겐 무감응 증후군(AIS), 생식샘 발생 장애, 터너 증후군, 선천 부신 과다형성, 안드로겐 생성 종양, 다낭성 난소 증후군 등이 포함되었다.
2009년 8월 남아프리카 공화국 선수 캐스터 세메냐는 IAAF의 요청에 따라 의무적으로 성별 확인 검사를 받았다. 세메냐 사건의 여파로 테스토스테론 수치가 특정 수준 이상으로 상승한 경우, 즉 고안드로겐증이라고 불리는 사례를 확인하기 위해 테스토스테론 검사가 도입되었고, 국가 올림픽 위원회는 IOC로부터 "성별 특성에서 감지되는 모든 편차를 적극적으로 조사"하라는 임무를 받았다.
2011년, IAAF는 테스토스테론 및 호르몬 검사와 관련된 새로운 프로토콜을 발표했다. 이 프로토콜은 "성별 검사"와 "성별 확인"이라는 용어를 거부하고 테스토스테론 수치의 중요성을 강조했는데, 호르몬 특성으로 인해 특정 선수가 여성 부문에 출전할 수 없다는 점을 내세웠다. 이 프로토콜은 호르몬 수치가 남성과 여성의 운동 능력 차이를 나타낸다고 주장했다. 이 프로토콜에 따른 조사는 의심이 제기되는 경우 내분비학적인 혈액 검사를 통해 수행되었다. 이 검사를 통해 안드로겐 수치가 남성의 범위인 10 nmol/L 미만인지 여부를 확인했다. 이 수치를 초과하는 선수는 경쟁 위위를 갖지 못하는지를 확인하기 위해 안드로겐 저항성이 있는지 확인하기 위해 더 많은 검사를 실시하게 된다. 이 프로토콜에 따라 선수가 경쟁 우위에 있는 것으로 판단될 경우, IAAF가 권장하는 치료를 받을 때까지 경기에 출전할 수 없게 된다.
축구에서 FIFA의 현재 성별 확인 정책은 2011년 5월 30일부터 시행되었다. 2012년 6월, 2012년 하계 올림픽을 앞두고 IOC는 이러한 사례를 해결하기 위해 여성 고안드로겐증에 관한 IOC 규정을 발표했다. 여기에는 다음과 같은 문구가 포함되어 있다.
이 규정의 어떤 내용도 성별을 결정하기 위한 것이 아닙니다. 대신, 이 규정은 특정 선수가 (호르몬 특성으로 인해) 2012 올림픽 여자 부문 경기에 참가할 자격이 없는 상황을 파악하기 위한 것입니다. 선수가 여자 부문 출전 자격이 없다고 판정된 경우, 해당 선수가 해당 종목의 남자 종목에 출전 자격이 있다면 남자 선수로 출전할 수 있습니다.

고안드로겐증에 대한 정책은 2015년 7월 스포츠 중재 재판소에서 두티 찬드 대 인도 육상 경기 연맹(AFI) 및 IAAF의 사건에 따라 중단되었다. 찬드는 인도 육상 경기 연맹이 고안드로겐증 때문에 여자 선수로 출전할 수 없다고 밝힌 후 2014년 코먼웰스 경기에서 막판에 탈락했다. 판결에 따르면 테스토스테론이 여성의 운동 능력을 향상시킨다는 증거가 불충분하다고 판정했다. 이에 따라 법원은 IAAF가 사용하던 고안드로겐증 규정의 시행을 즉시 중단하고 2017년 7월까지 더 나은 증거를 제시하지 못하면 무효라고 선언했다.
스테판 베르몽과 피에르-이브 가르니에가 2017년에 발표한 연구에 따르면 2011년과 2013년 육상 세계 선수권 대회 기간 동안 남녀 엘리트 육상 선수 2,127명의 경기력과 호르몬 농도를 분석한 결과, 남성 선수는 여성 선수보다 호르몬 농도가 낮은 것으로 나타났다. 유리 테스토스테론(fT) 수치가 낮은 여성과 비교했을 때, fT 수치가 가장 높은 여성은 400m, 400m 허들, 800m, 해머던지기, 장대높이뛰기에서 각각 2.73%, 2.78%, 1.78%, 4.53%, 2.94%의 차이로 훨씬 더 좋은 성적을 냈다. 이러한 패턴은 남자 육상 종목에서는 발견되지 않았다. 이 연구는 테스토스테론 수치가 높은 여성 운동선수가 400m, 400m 허들, 800m, 해머던지기, 장대높이뛰기에서 fT가 낮은 선수보다 상당한 경쟁 우위를 보인다는 결론을 내렸다.

### 비판
학자들은 선수의 통제 범위를 벗어나 자연적으로 발생하는 경우 어떤 이점이 "불공정"한 것으로 간주해야 하는지에 대해 의문을 제기했다. 예를 들어, 엘리트 선수는 일반인에 비해 유산소 능력과 지구력이 더 뛰어나다. 또한 이러한 사례는 부정 행위의 증거가 없고 운동 능력의 우위에 대한 증거가 없음에도 불구하고 강압에 의한 불필요한 의료 개입에 대한 여성 선수들이 명백한 취약성을 보여줌으로써 엘리트 스포츠 시스템에 대한 비판을 불러 일으켰다. 또한 테스토스테론 수치를 낮추라는 요구는 과도한 갈증, 배뇨 및 전해질 불균형, 탄수화물 대사 장애, 두통, 피로, 메스꺼움, 안면 홍조 및 간 독성 등의 부작용으로 선수의 건강에 악영향을 미칠 수 있다. 테스토스테론 수치가 높은 일부 여성은 운동 능력에 부정적인 영향을 미치는 비만, 저신장 등의 생물학적 특성을 보이는 경향이 있기 때문에 테스토스테론과 운동 능력 사이의 인과 관계에 의문을 제기하는 의견도 있다. 또한 미토콘드리아 변이, 말단비대증, 완전하고 균형 잡힌 식이 요법, 어린 나이에 높은 수준의 훈련을 받는 것과 같은 다른 요인들도 테스토스테론과 관련이 있는 것으로 알려져 있지만 고려되지 않았다.
이전의 성별 검사와 마찬가지로 테스토스테론 검사는 많은 사람들이 굴욕적이고 불필요하며 비윤리적이고 차별적이라고 여겨 왔다. 카트리나 카르카지스, 레베카 조던 영, 조지안 데이비스, 실비아 캄포레시는 여성 선수의 고안드로겐증에 대한 새로운 IAAF 정책은 사생활 침해로부터 보호받지 못하고 선수들이 경쟁하기 위해 불필요한 치료를 받아야하며 "성별 위압"을 강화할 것이라고 주장했다. 실제로 우수한 성적을 거둔 여성 운동 선수의 안드로겐 무감응 증후군 비율은 429명 중 1명으로 일반인의 2만~5만 명 중 1명보다 훨씬 높은 비율을 보이고 있다. 이들은 선수들이 법적 성별에 따라 경쟁할 수 있도록 권고한다.
2015년 11월 IOC는 고안드로겐증과 트랜스젠더 정책을 모두 다루기 위한 회의를 개최했다. 여성 선수의 고안드로겐증과 관련하여 IOC는 스포츠 중재 재판소가 중단 한 IAAF 정책의 복원을 장려했다. 또한 "차별을 피하기 위해 여성 경기 출전 자격이 없는 선수는 남성 경기에 출전할 수 있어야 한다"는 이전의 정책 성명을 반복했다. 2016년 2월, IOC는 2016 하계 올림픽에 테스토스테론 최대치를 부과하는 자체 정책을 도입하지 않을 것이라고 발표했다.
2016 년 4월, 유엔 건강 특별보고관 다이니우스 푸라스는 "많은 선수들이 이러한 절차를 보장하는 증상이나 건강 문제가 없음에도 생식샘 절제술(생식기 제거)과 부분 음핵 절제술을 받았다"고 설명하면서 현재 및 과거의 성별 확인 정책을 비판했다.
스포츠 단체는 인권 규범에 따라 정책을 시행해야 하며, 경쟁 스포츠에 여성으로 참여하기 위해 불필요하고 돌이킬 수 없고 유해한 의료 시술을 받도록 강요하거나 다른 방식으로 압력을 가하는 정책을 도입하지 않아야 합니다. 또한, 국가는 모든 수준의 스포츠에서 간성인에 대한 괴롭힘과 차별 행위를 자주 보고한다는 점을 고려하여 국제 인권 기준을 통합한 법률을 채택하여 간성의 권리를 보호해야 하며, 관할 구역 내 간성 여성의 건강권을 제3자의 간섭으로부터 보호하기 위한 조치를 취해야 합니다.

두티 찬드와 캐스터 세메냐의 사례는 2016년 리우 올림픽 기간 동안 널리 보도되었다.ref>Critchley, Mark (2016년 8월 22일). “Fifth-placed runner behind Semenya 'feels like silver medalist' and glad she was the 'second white'”. 《The Independent》. 2016년 8월 24일에 원본 문서에서 보존된 문서. 2016년 8월 23일에 확인함.</ref> 올림픽 직전에 제넬, 심슨, 드 라 샤펠은 다시 미국의학협회 저널에 다음과 같은 내용을 담은 논문을 발표했다:
거의 25 년 전에 발표 된 기본 권고 사항 중 하나는 ... 성 발달 장애를 가지고 태어나 여성으로 자란 운동 선수가 여성으로 경쟁 할 수 있도록 허용하는 것이 여전히 적절하다.... 시간이 흐르고 젊은 여성들에게 반복되는 광경으로 ... 근본적인 생물학을 무차별적으로 면밀히 조사하는 대중의 광경이 반복되면서, 고안드로겐증 정책은 엄밀한 성별 경계를 정의하려는 이전의 시도보다 더 유익하지 않다는 것이 분명해졌다.

### 2018년 새 규정
2018년 11월 1일, IAAF는 다음 종목에 출전하는 여자 선수들을 위해 "성적 발달 차이"에 관한 새로운 기준을 채택했다: 400m, 800m, 1마일, 허들 및 이러한 거리를 조합한 종목.
테스토스테론 수치가 5 nmol/L 이상이거나 "안드로겐 민감성"을 가진 선수로서 위에 언급한 종목(국제 신기록 수립 인정 포함)에 참가하고자 하는 선수는 법적으로 여성 또는 간성이어야 하며, 6개월 연속 테스토스테론 수치를 5 nmol/L 미만으로 유지해야 하고 수치가 이 수준 이하로 유지되도록 해야 한다. 이 새로운 규정은 고안드로겐증 여성에 관한 이전의 모든 규정을 대체했다.

## 트랜스젠더 선수
2015년 11월, IOC는 트랜스젠더와 고안드로겐증 정책을 다루는 회의를 열었다. 트랜스젠더 선수와 관련해서는 트랜스젠더 선수가 스포츠 경기에 참가할 기회를 박탈할 수 없다고 명시했다. 자신을 여성으로 밝힌 트랜스젠더 선수는 대회 전 최소 12개월 동안 테스토스테론 수치가 10 nmol/L 미만이면 해당 종목에 출전할 수 있다. 남성으로 정체성을 밝히고 출전하는 트랜스젠더 선수는 불리한 조건이기 때문에 제한이 없다. 2018년에 IAAF는 최대 수치를 5 nmol/L로 낮췄다.
여성 부문에서 경쟁하고자하는 트랜스젠더 운동 선수는 테스토스테론 수치가 필요한 수준에 부합하면 참여할 수 있다. 그러나 IOC는 참가 요건으로 외과적 해부학적 변화를 요구하는 것은 인권 침해로 간주 될 수 있다고 밝혔다. 일부 트랜스젠더에게는 스포츠를 통해 긍정적인 방식으로 더 큰 사회에 참여할 수 있다. 그러나 트랜스젠더 선수의 여자 팀 참가에 반대하는 다른 사람들은 이러한 주장이 타당하지 않다고 말한다. 반대에 직면한 선수로는 미안네 바게르, 마틴 델라니(축구 태즈매니아 여자 리그에 참가), 라나 로리스 등이 있다.
- 트랜스젠더 여성인 프로 테니스 선수 르네 리처즈는 1976 년 US 오픈에서 염색체 검사를 받지 않으면 여성으로 경기하는 것이 금지되었다. 그녀는 미국 테니스 협회 상대로 소송을 제기했고, 1977년 검사를 받지 않고 여성으로 경기할 수 있는 권리를 얻었다.[48]
- 미국 대학 운동 선수 리아 토머스는 트랜스젠더 여성이다. 2022년 토머스는 여자 500야드 자유형 수영에서 최고의 영예를 얻었으며 마지막 NCAA 대회에서 1 위를 차지했다.[49]

## 같이 보기
- 스타니스와바 발라시에비치 (스텔라 웰시)
- 에바 크워부코프스카
- 도라 라첸
- 푸켸 딜레마
- 타마라 프레스와 이리나 프레스 자매
- 에릭 쉬네거
- 산띠 순다라얀
- 캐스터 세메냐
- 핀키 프라마닉